# Llista de monuments de Vilanant
Llista de monuments de Vilanant inclosos en l'Inventari del Patrimoni Arquitectònic de Catalunya per al municipi de Vilanant (Alt Empordà). Inclou els inscrits en el Registre de Béns Culturals d'Interès Nacional (BCIN) amb la classificació de monuments històrics i els béns culturals d'interès local (BCIL) de caràcter arquitectònic.
| Monument                                        | Protecció    | Estil/època                         | Localització                                                                   | Coordenades                                          | Codi?         | Imatge |
| ----------------------------------------------- | ------------ | ----------------------------------- | ------------------------------------------------------------------------------ | ---------------------------------------------------- | ------------- | --- |
| Castell dels Moros, Castell dels Solers         | BCIN 1780-MH | Obra popular XIII-XIV               | Vilanant Ctra. de Vilanant a Cistella, a 2 km                                  | 42° 14′ 55″ N, 2° 51′ 57″ E / 42.248576°N,2.865814°E | RI-51-0006188 | Castell dels Moros (Vilanant) · Vegeu més fotos d'aquest monument · Carregueu una nova foto d'aquest monument                    |
| Casal fortificat, el Castell                    | BCIN 1781-MH | XVI                                 | Vilanant C. Mossèn Joan Almar, 1                                               | 42° 15′ 18″ N, 2° 53′ 21″ E / 42.254989°N,2.889055°E | RI-51-0006187 | Casal fortificat (Vilanant) · Vegeu més fotos d'aquest monument · Carregueu una nova foto d'aquest monument                      |
| Ruïnes d'un edifici fortificat                  | BCIN 1782-MH | Obra popular XIII-XV                | Vilanant Veïnat de Coquells, a migdia de l'ermita de Sant Salvador de Coquells | 42° 16′ 27″ N, 2° 52′ 03″ E / 42.274257°N,2.867386°E | RI-51-0006189 | Ruïnes d'un edifici fortificat (Vilanant) · Vegeu més fotos d'aquest monument · Carregueu una nova foto d'aquest monument        |
| Església parroquial de Sant Martí               |              | Romànic XIV                         | Vilanant Veïnat de Taravaus                                                    | 42° 14′ 41″ N, 2° 53′ 24″ E / 42.244722°N,2.889887°E | IPA-19916     | Església parroquial de Sant Martí (Vilanant) · Vegeu més fotos d'aquest monument · Carregueu una nova foto d'aquest monument     |
| Mas Frigola, Mas Farigola                       |              | Obra popular XVI                    | Vilanant Veïnat de Taravaus                                                    | 42° 14′ 38″ N, 2° 53′ 55″ E / 42.243987°N,2.898524°E | IPA-19917     | Carregueu una nova foto d'aquest monument                                                                                        |
| Mas Arrufat                                     |              | Gòtic-Renaixement, obra popular XVI | Vilanant Als afores de Taravaus                                                | 42° 14′ 45″ N, 2° 53′ 51″ E / 42.245827°N,2.897400°E | IPA-19918     | Mas Arrufat (Vilanant) · Vegeu més fotos d'aquest monument · Carregueu una nova foto d'aquest monument                           |
| Església parroquial de Santa Maria              |              | Romànic, obra popular XI, XIX       | Vilanant Pl. Major                                                             | 42° 15′ 17″ N, 2° 53′ 21″ E / 42.254785°N,2.889051°E | IPA-20459     | Església parroquial de Santa Maria (Vilanant) · Vegeu més fotos d'aquest monument · Carregueu una nova foto d'aquest monument    |
| Creu de terme                                   |              | Obra popular XIX Final              | Vilanant Pl. de la Creu, ctra. de Cistella                                     | 42° 15′ 24″ N, 2° 53′ 09″ E / 42.2566°N,2.88591°E    | IPA-30622     | Creu de terme (Vilanant) · Vegeu més fotos d'aquest monument · Carregueu una nova foto d'aquest monument                         |
| Can Genover de Coquells                         |              | Obra popular XVIII                  | Vilanant Veïnat de Coquells                                                    | 42° 16′ 36″ N, 2° 52′ 01″ E / 42.276607°N,2.866838°E | IPA-38321     | Carregueu una nova foto d'aquest monument                                                                                        |
| Can Nebot                                       |              | Obra popular XIX                    | Vilanant Ctra. de Cistella                                                     | 42° 14′ 56″ N, 2° 52′ 32″ E / 42.249026°N,2.875593°E | IPA-38322     | Carregueu una nova foto d'aquest monument                                                                                        |
| Can Pujades                                     |              | Gòtic tardà, Obra popular XVI       | Vilanant Ctra. de Cistella                                                     | 42° 16′ 00″ N, 2° 52′ 45″ E / 42.266776°N,2.879221°E | IPA-38323     | Carregueu una nova foto d'aquest monument                                                                                        |
| Casa al carrer Lladó                            |              | Obra popular XVI                    | Vilanant C. Lladó 11                                                           | 42° 15′ 16″ N, 2° 53′ 22″ E / 42.254524°N,2.889348°E | IPA-38324     | Carregueu una nova foto d'aquest monument                                                                                        |
| Casa Mas Almar                                  |              | Obra popular XVII                   | Vilanant Ctra. de Cistella, camí davant la creu de terme                       | 42° 15′ 42″ N, 2° 53′ 09″ E / 42.261686°N,2.885953°E | IPA-38354     | Carregueu una nova foto d'aquest monument                                                                                        |
| Església de Sant Salvador de Coquells           |              | Romànic XII                         | Vilanant Veïnat de Coquells                                                    | 42° 16′ 28″ N, 2° 52′ 02″ E / 42.274437°N,2.867352°E | IPA-38383     | Església de Sant Salvador de Coquells (Vilanant) · Vegeu més fotos d'aquest monument · Carregueu una nova foto d'aquest monument |
| Sant Jaume dels Verders o Solers                |              | Romànic, obra popular XI, XV, XVIII | Vilanant Ctra. de Vilanant a Cistella, a 2 km                                  | 42° 14′ 51″ N, 2° 51′ 50″ E / 42.247495°N,2.863929°E | IPA-38393     | Sant Jaume dels Verders (Vilanant) · Vegeu més fotos d'aquest monument · Carregueu una nova foto d'aquest monument               |
| Mas Safont                                      |              | Obra popular XVI                    | Vilanant Ctra. de Figueres a Navata, Taravaus                                  | 42° 14′ 05″ N, 2° 53′ 00″ E / 42.234853°N,2.883274°E | IPA-38396     | Carregueu una nova foto d'aquest monument                                                                                        |
| Casa a la plaça de l'Era 2, Cal Moliner         |              | Obra popular XIX Final, XX Inici    | Vilanant Pl. de l'Era, 2, veïnat de Taravaus                                   | 42° 14′ 40″ N, 2° 53′ 23″ E / 42.244537°N,2.889620°E | IPA-39715     | Carregueu una nova foto d'aquest monument                                                                                        |
| Mas Jonquer                                     |              | Obra popular XVII, XX               | Vilanant A 3 km a ponent del nucli urbà, paratge del pla del Mas Palau         | 42° 15′ 12″ N, 2° 51′ 51″ E / 42.253219°N,2.864244°E | IPA-39716     | Carregueu una nova foto d'aquest monument                                                                                        |
| Barraca de pedra seca a la Solana del Rissec 14 | BCIL 2014    | Obra popular XIX-XX                 | Vilanant Solana del Rissec                                                     |                                                      | IPA-43709     | Carregueu una nova foto d'aquest monument                                                                                        |
| Barraca de pedra seca a les Montiel·les 25      | BCIL 2014    | Obra popular XIX-XX                 | Vilanant Solana del Rissec                                                     |                                                      | IPA-43710     | Carregueu una nova foto d'aquest monument                                                                                        |
| Barraca de pedra seca a les Placetes 30         | BCIL 2014    | Obra popular XIX-XX                 | Vilanant Les Placetes                                                          |                                                      | IPA-43711     | Carregueu una nova foto d'aquest monument                                                                                        |
| Barraca de pedra seca a les Placetes 32         | BCIL 2014    | Obra popular XIX-XX                 | Vilanant Les Placetes                                                          |                                                      | IPA-43712     | Carregueu una nova foto d'aquest monument                                                                                        |
| Barraca de pedra seca de Comaforcada 39         | BCIL 2014    | Obra popular XIX-XX                 | Vilanant Comaforcada                                                           |                                                      | IPA-43713     | Carregueu una nova foto d'aquest monument                                                                                        |
| Barraca de pedra seca de Comaforcada 44         | BCIL 2014    | Obra popular XIX                    | Vilanant Comaforcada                                                           |                                                      | IPA-43714     | Carregueu una nova foto d'aquest monument                                                                                        |
| Barraca de pedra seca de Comaforcada 47         | BCIL 2014    | Obra popular XIX-XX                 | Vilanant Comaforcada                                                           |                                                      | IPA-43715     | Carregueu una nova foto d'aquest monument                                                                                        |
| Barraca de pedra seca de Comaforcada 51         | BCIL 2014    | Obra popular XIX-XX                 | Vilanant Comaforcada                                                           |                                                      | IPA-43716     | Carregueu una nova foto d'aquest monument                                                                                        |
| Barraca de pedra seca de Comaforcada 52         | BCIL 2014    | Obra popular XX                     | Vilanant Comaforcada                                                           |                                                      | IPA-43717     | Carregueu una nova foto d'aquest monument                                                                                        |
| Barraca de pedra seca de Comaforcada 57         | BCIL 2014    | Obra popular XX                     | Vilanant Comaforcada                                                           |                                                      | IPA-43718     | Carregueu una nova foto d'aquest monument                                                                                        |
| Barraca de pedra seca de Comaforcada 60         | BCIL 2014    | Obra popular XX                     | Vilanant Comaforcada                                                           |                                                      | IPA-43719     | Carregueu una nova foto d'aquest monument                                                                                        |
| Barraca de pedra seca de Bellaire 77            | BCIL 2014    | Obra popular XX                     | Vilanant Bellaire                                                              |                                                      | IPA-43720     | Carregueu una nova foto d'aquest monument                                                                                        |
| Barraca de pedra seca de Bellaire 78            | BCIL 2014    | Obra popular XX                     | Vilanant Bellaire                                                              |                                                      | IPA-43721     | Carregueu una nova foto d'aquest monument                                                                                        |
| Barraca de pedra seca a les Placetes 80         | BCIL 2014    | Obra popular XX                     | Vilanant Les Placetes                                                          |                                                      | IPA-43722     | Carregueu una nova foto d'aquest monument                                                                                        |
| Barraca de pedra seca de Bellaire 84            | BCIL 2014    | Obra popular XX                     | Vilanant Bellaire                                                              |                                                      | IPA-43723     | Carregueu una nova foto d'aquest monument                                                                                        |
| Barraca de pedra seca del Clot 88               | BCIL 2014    | Obra popular XX                     | Vilanant El Clot                                                               |                                                      | IPA-43724     | Carregueu una nova foto d'aquest monument                                                                                        |
| Barraca de pedra seca del Pla de Vinyers 92     | BCIL 2014    | Obra popular XIX                    | Vilanant Pla de Vinyers                                                        |                                                      | IPA-43725     | Carregueu una nova foto d'aquest monument                                                                                        |
| Barraca de pedra seca del Pla de Vinyers 95     | BCIL 2014    | Obra popular XIX                    | Vilanant Pla de Vinyers                                                        |                                                      | IPA-43726     | Carregueu una nova foto d'aquest monument                                                                                        |
| Barraca de pedra seca dels Ovells 96            | BCIL 2014    | Obra popular XIX-XX                 | Vilanant Els Ovells                                                            |                                                      | IPA-43727     | Carregueu una nova foto d'aquest monument                                                                                        |
| Barraca de pedra seca dels Ovells 98            | BCIL 2014    | Obra popular XIX-XX                 | Vilanant Els Ovells                                                            |                                                      | IPA-43728     | Carregueu una nova foto d'aquest monument                                                                                        |
| Barraca de pedra seca de Mas Xibeques 104       | BCIL 2014    | Obra popular XIX-XX                 | Vilanant Mas Xibeques                                                          |                                                      | IPA-43729     | Carregueu una nova foto d'aquest monument                                                                                        |
| Barraca de pedra seca a Peces de l'Almar 120    | BCIL 2014    | Obra popular XIX-XX                 | Vilanant Peces de l'Almar                                                      |                                                      | IPA-43730     | Carregueu una nova foto d'aquest monument                                                                                        |
| Barraca de pedra seca a Peces de l'Almar 122    | BCIL 2014    | Obra popular XVIII                  | Vilanant Peces de l'Almar                                                      |                                                      | IPA-43731     | Carregueu una nova foto d'aquest monument                                                                                        |
| Barraca de pedra seca a Roca Matllera 136       | BCIL 2014    | Obra popular XIX-XX                 | Vilanant Peces de l'Almar                                                      |                                                      | IPA-43732     | Carregueu una nova foto d'aquest monument                                                                                        |
| Barraca de pedra seca a Bellaire 138            | BCIL 2014    | Obra popular XIX-XX                 | Vilanant Bellaire                                                              |                                                      | IPA-43734     | Carregueu una nova foto d'aquest monument                                                                                        |
| Barraca de pedra seca a Bellaire 143            | BCIL 2014    | Obra popular XIX-XX                 | Vilanant Bellaire                                                              |                                                      | IPA-43735     | Carregueu una nova foto d'aquest monument                                                                                        |
| Barraca de pedra seca al Clot 154               | BCIL 2014    | Obra popular XIX-XX                 | Vilanant El Clot                                                               |                                                      | IPA-43736     | Carregueu una nova foto d'aquest monument                                                                                        |
| Barraca de pedra seca a la Roca Matllera 156    | BCIL 2014    | Obra popular XIX-XX                 | Vilanant Roca Matllera                                                         |                                                      | IPA-43737     | Carregueu una nova foto d'aquest monument                                                                                        |
| Barraca de pedra seca a la Roca Matllera 157    | BCIL 2014    | Obra popular XIX-XX                 | Vilanant Roca Matllera                                                         |                                                      | IPA-43738     | Carregueu una nova foto d'aquest monument                                                                                        |
| Barraca de pedra seca a Bellaire 159            | BCIL 2014    | Obra popular XIX-XX                 | Vilanant Bellaire                                                              |                                                      | IPA-43739     | Carregueu una nova foto d'aquest monument                                                                                        |
| Trull del Fuster                                | BCIL 2009    |                                     | Vilanant C. Torrent, 4                                                         | 42° 15′ 17″ N, 2° 53′ 18″ E / 42.25459°N,2.88825°E   | IPA-43844     | Carregueu una nova foto d'aquest monument                                                                                        |